# Burg Kyšperk
Die Burg Kyšperk (deutsch: Geiersburg) liegt im Okres Teplice im Osterzgebirge in Tschechien.

## Geschichte
Die Ruinen der Höhenburg befinden sich auf einem hohen Bergsporn oberhalb des Dorfes Unčín (Hohenstein) einem Ortsteil von Krupka (Graupen). Erhalten geblieben sind Teile des Burgturms, Reste des Palas und der Burgmauer. Unmittelbar an der Burg vorbei führte einst die Dresden-Teplitzer Poststraße über das Erzgebirge nach Sachsen. Eine Besonderheit war der runde Turm, der abseits der Burg stand.
Der Platz soll schon ums Jahr 800 n. Chr. eine Grenzwarte gewesen sein. 805 und 806 werden die Biliner Župane als „Herren der Geiersburg“ erwähnt, die den Ort stark besetzt hielten. 1004 wurde die Burg von den Kriegern König Heinrichs II. erobert (im Kampfe gegen Boleslaw III., der seine beiden erbberechtigten Brüder vertrieben hatte). 1039–1041 bemächtigten sich der Erzbischof Bardo von Mainz und der Markgraf Ekkehard von Meißen der Geiersburg. Kaiser Lothar erlitt mit seinem Heer, als er sich des aus Mähren vertriebenen Boriwog annehmen wollte, durch Sobieslaw I. am 18. Februar 1126 in der Zweiten Schlacht bei Chlumec unweit der Geiersburg eine schwere Niederlage. In der folgenden Zeit wechselten häufig die Besitzer des Schlosses (die Herren von Riesenburg, der Vladike Kojata, die Prager Erzbischöfe).
Die gotische Burg entstand Anfang des 14. Jahrhunderts auf Initiative des böhmischen Königs Johann von Böhmen. Sie wird erstmals 1319 erwähnt, als sie im Besitz des aus dem Hause Lobdeburg stammenden Otto von Bergow, war. 1334 erwarb der Prager Bischof Johann IV. von Dražice die Burg, der sie Bischofsberg nennen wollte. Der Name wurde jedoch von der Bevölkerung nicht angenommen. Der nächste Besitzer Erzbischof Ernst von Pardubitz hatte als Berater des Königs Karl IV. wenig Gelegenheit, sich auf der Burg aufzuhalten. Dessen Nachfolger Johann von Jenstein weilte häufig auf der Burg und suchte hier auch Schutz vor König Wenzel IV. 1390 baute er einen Wohnturm und verstärkte die Burgwehr. 1418 wurde die Burg, die bis Anfang des 15. Jahrhunderts im Besitz der Prager Bischöfe verblieb, an Rüdiger von Polensk (Polenz (Adelsgeschlecht)?) verpfändet. Dem Ritter von Polensk wurde sie vom Siegmund von Wartenberg auf Tetschen geraubt (1426). Dann geht sie in den Besitz des Hussiten Wrzessowitz über und wird ein in den Hussitenkriegen viel umstrittener Punkt. Um 1522 erwarben sie die Herren Glatz (?) von Althof (Starý Dvůr). Nach einem Brand 1526 wurde sie nicht mehr bewohnt. Neuer Herrschaftssitz wurde Sobochleben (Soběchleby). Maria Theresia schenkte in ihrer Eigenschaft als Königin von Böhmen das Areal der Geiersburg 1779 der Wallfahrtskirche in Mariaschein.
Am 10. September 1806, nach der Schlacht bei Kulm, zog eine französische Kolonne über den Geiersberger Pass. Russische Grenadiere hatten sich in den Ruinen Geiersbergs in den Hinterhalt gelegt und beschossen den fliehenden Feind.

## Besichtigung
Seit Ende Juni 2024 ist das Betreten der Burgruine untersagt.